# (12042) Laques
(12042) Laques est un astéroïde de la ceinture principale.

## Description
(12042) Laques est un astéroïde de la ceinture principale. Il fut découvert le 17 mars 1997 à Ramonville-Saint-Agne par Christian Buil. Il présente une orbite caractérisée par un demi-grand axe de 3,00 UA, une excentricité de 0,06 et une inclinaison de 11,9° par rapport à l'écliptique.

## Compléments